# And Now for Something Completely Different
And Now for Something Completely Different je film z roku 1971, první snímek skupiny Monty Python natočený speciálně pro Ameriku, kde se jejich seriál ještě tehdy nevysílal. Vlastně spíše než film je to sled těch nejlepších a nejzábavnějších scének seskládaných z prvních dvou sérií jejich seriálu skečů Létající cirkus vytvořeného pro britskou televizi BBC. Obsahuje Hell's Grannies sketch, The Dead Parrot sketch, The Lumberjack Song, Nudge Nudge sketch, How to Avoid Being Seen sketch, Blackmail sketch, The Upper Class Twit of the Year sketch a samozřejmě nemůže chybět kurs obrany proti ovocem ozbrojenému útočníkovi a ten nejsměšnější vtip, jaký kdy Ernest Scribble vymyslel.
And now for something completely different je krátká hláška televizního zpravodaje (v podání Johna Cleese), která se v několika raných epizodách Monty Pythonova létajícího cirkusu (Monty Python's Flying Circus) používala jako spojka přemosťující dva různorodé, nesouvisející skeče. U několika málo milovníků tohoto pořadu se vžila jako fráze, kterou používají namísto spojení obraťme list.